# 113202 Kisslászló
113202 Kisslászló è un asteroide della fascia principale. Scoperto nel 2002, presenta un'orbita caratterizzata da un semiasse maggiore pari a 3,1974385 UA e da un'eccentricità di 0,1082911, inclinata di 10,01789° rispetto all'eclittica.
L'asteroide è dedicato all'astronomo ungherese László Kiss.